# Mirco Lorenzetto
Mirco Lorenzetto (Vittorio Veneto, 13 de julio de 1981) es un ciclista italiano que fue profesional desde 2004 hasta 2011. Tras su retirada se convirtió en director deportivo  del conjunto Roth-Skoda.

## Palmarés
| 2002 (como amateur) - Trofeo Banca Popular de Vicenza - 2 etapas del Tour de Berlín 2003 (como amateur) - Trofeo Edil C 2007 - 1 etapa del Tour del Mediterráneo 2008 - 1 etapa de la Vuelta a la Comunidad Valenciana - 1 etapa del Tour de Turquía | 2009 - 2 etapas del Giro de Cerdeña - Giro del Friuli 2010 - 1 etapa del Tour de Polonia |

## Resultados en Grandes Vueltas
| Carrera | Carrera         | 2004 | 2005  | 2006 | 2007  | 2008 | 2009 | 2010  | 2011 |
| ------- | --------------- | ---- | ----- | ---- | ----- | ---- | ---- | ----- | ---- |
|         | Giro de Italia  | —    | 109.º | Ab.  | 109.º | Ab.  | —    | —     | —    |
|         | Tour de Francia | —    | —     | —    | —     | —    | —    | 166.º | —    |
|         | Vuelta a España | —    | Ab.   | —    | —     | —    | —    | —     | —    |

—: no participa

Ab.: abandono

## Equipos
- De Nardi (2004)
- Domina Vacanze (2005)
- Team Milram (2006-2007)
- Lampre (2008-2010)
  - Lampre (2008)
  - Lampre-NGC (2009)
  - Lampre-Farnese Vini (2010)
- Astana (2011)